# Circuito Unión Radio
El Circuito Unión Radio es un grupo de circuitos de radio en AM y FM de Venezuela. Su eslogan más conocido es "Todo el tiempo en todas partes", pero cada emisora tiene un eslogan propio.

## Historia
Unión Radio tiene sus inicios con la salida al aire el 24 de febrero de 1969 de Éxitos 1090 AM, emisora en amplitud modulada, de la mano de Enrique Cuscó Nogués y Marco Antonio Lacavalerie, personas reconocidas en los medios audiovisuales tanto en el ámbito gerencial como el artístico.
A finales de los años 1970, Éxitos 1090 se reingenia y comienza a crear esquemas novedosos musicales, de programas y promociones, que da pie para que, a principios de los años 80, un grupo de radiodifusores regionales se unan a esta emisora en Caracas bajo el nombre de Unión Radio. Los primeros pasos de Unión Radio abarcaban dos áreas principales: programación y comercialización. 
Posteriormente, en 1988, Venezuela da el paso hacia la Radio FM comercial, y Unión Radio saca al aire la primera emisora comercial de Venezuela, la 107.3 (hoy Circuito Mega operado por Unión Radio). En 1989, acuerdan la operación en conjunto de la frecuencia 99.9, para esos días llamada Hits 100  y hoy denominada Circuito Éxitos. 
Todo esto, encuentra motores en un grupo de jóvenes emprendedores que para esos días no pasaban de 30 años pero si contaban con el conocimiento y las ganas de trabajo para lograr la meta original: ser el Grupo de emisoras de radio más importante de Venezuela.  En los años siguientes, Unión Radio fue el primer grupo en tener transmisión vía satélite a más de 30 emisoras con sedes en diferentes ciudades del país, que combinaban programación local con programación nacional, hoy en día Unión Radio lleva programación nacional de sus 6 señales a más de 54 emisoras afiliadas a lo largo de Venezuela.
En 1991, se desarrolla el proyecto más ambicioso de Unión Radio: hacer una emisora de 24 horas de información. Se crean departamentos de prensa e información, para tener la posibilidad de cubrir los principales hechos noticiosos generados en el país. Después vinieron Onda (1997), Deportes (2005), Cultural (2012) y Play Top Radio (2020).
A finales de 2020, Unión Radio impulsa una nueva plataforma digital para ofrecer todos los contenidos de sus emisoras de entretenimiento llamada www.mundoUR.com, que además de dejar registro de las principales entrevistas y contenidos de las emisoras, cuenta también con una oferta de productos originales digitales que pueden ser vistos en Youtube a través del canal de MundoUR.

## Conformación
Unión Radio genera 5 señales diferentes, dirigidas a públicos específicos:
- La Mega – Circuito juvenil que tiene en su plantilla a los líderes de opinión que saben, conocen, hablan y son admirados por el target. Marca la vida de sus oyentes con la música pop (top 40) que suena al momento en Venezuela y el mundo.
- Éxitos – Circuito adulto que cuenta con los líderes de opinión más importantes del país lo que hace que se sea un canal prémium en información y entretenimiento. Su música son los éxitos que han marcado al mundo.
- Onda – Circuito Adulto que ofrece todos los días participación, entretenimiento y noticias porque cuenta con una amplia plantilla de personalidades reconocidas con gran trayectoria en otros medios de comunicación con lo mejor de la música en español e inglés.
- Unión Radio – Circuito adulto único a nivel nacional de la radio en Venezuela dedicado 24 horas a la información y opinión lo que hace que sea referencia obligada en todo el mundo de lo que sucede en Venezuela.
- Play Top Radio – Es el nuevo Circuito del Grupo Radial. Una plataforma musical cuyo contenido es deportivo y de entretenimiento, El estilo musical es Top 40 - latino. Tiene como talento a los más conocedores del mundo deportivo y del espectáculo.

En cada uno de estos circuitos, se reúnen las más reconocidas voces y líderes de opinión de cada uno de los segmentos a los que se encuentran dirigidos, mezclados con música similar a los contenidos que transmite, logrando desarrollar marcas homogéneas, únicas para la radio venezolana.
Cada uno de los circuitos de Unión Radio tiene una cobertura de 2/3 del territorio venezolano, llevando contenido producido y de interés para los venezolanos. Contamos con sedes en las 7 ciudades principales de Venezuela y más de 750 empleados directos, 150 productores nacionales independientes y 300 empleados indirectos.

### Circuito Unión Radio
Dedicado a programas informativos y de opinión. Tiene como eslogan "Todo el tiempo en todas partes". Las emisoras que conforman el circuito son:
- Caracas: 90.3 FM y 1090 AM (Emisora Matriz)
- Puerto La Cruz: 93.7 FM
- Barquisimeto: 102.3 FM y Radio Lara 870 AM
- Mérida: 104.5 FM
- Barinas: Positiva 95.7 FM
- Nueva Esparta: Señal 94.9 FM

Unión Radio es el circuito radial oficial del equipo de béisbol Cardenales de Lara y Bravos de Margarita.

### Circuito Éxitos
Dedicado a la música de los años 70, 80 y 90 con programas de información y opinión. Tiene como eslogan "Sonidos en Primera Fila". Es una emisora que va dirigida intencionalmente al público Adulto con Alto Poder Adquisitivo, que en muchos casos tiene en sus manos la toma de grandes decisiones. Transmite los clásicos del Pop – Rock de los 70, 80 y 90 en combinación con la actualidad informativa. Y esta actualidad llega al público a través de las voces de los comunicadores más prestigiosos a nivel nacional y regional. 
Se caracteriza por tener una audiencia 58% Masculina y 42% Femenina, de edades comprendidas entre 35 y 44 años fundamentalmente, extendiéndose hasta los 54 años, de clase social ABC. Utiliza el Rank and Recall como instrumento de medición de hábitos y exposiciones frente al Medio Radial. Es actualmente el más utilizado y prestigioso del país, ya que utiliza la metodología de encuesta semanal para evacuar unos resultados más cónsonos con la realidad dinámica en la que vivimos.
- Caracas: 99.9 FM (Emisora Matriz)
- Puerto Ordaz: 90.5 FM
- Maracay: 93.1 FM
- Maracaibo: 89.7 FM
- Barquisimeto: Fama 98.1 FM
- Mérida: 100.9 FM
- San Cristóbal: 103.1 FM
- Puerto La Cruz: 95.3 FM
- Maturín: 90.9 FM
- Valencia: 99.1 FM
- El Vigía: 96.5 FM
- Porlamar: 99.7 FM
- Guatire: Platinum 98.7 FM

### Circuito Mega
Dedicado a la música Pop-Rock y programas de tipo juvenil, mixtos y recreativos. Tiene como eslogan "Donde Sea".
- Caracas: 107.3 FM (Emisora Matriz)
- Valencia: 95.7 FM
- Maracay: 96.5 FM
- Puerto Ordaz: 88.9 FM
- Maracaibo: 99.7 FM
- Mérida: 91.1 FM
- Barquisimeto: 103.3 FM
- Puerto La Cruz: 100.9 FM
- Porlamar: 91.9 FM
- San Cristóbal: 102.1 FM
- Barinas: 97.7 FM

La Mega es el circuito radial oficial del equipo de béisbol Leones del Caracas.

### Circuito Onda
Dedicado a la música Adulto Contemporáneo en español con programas de información. Tiene como eslogan "La Superestación".
- Caracas: 107.9 FM (Emisora Matriz)
- Barquisimeto: 104.5 FM
- Puerto La Cruz: 91.5 FM
- Maracaibo: 107.3 FM
- Ciudad Bolívar: 103.5 FM
- Vargas: Turismo 105.5 FM
- Acarigua: 90.3 FM
- Guarenas Supernova 103.9 FM
- Mérida: 105.3 FM
- Maturín: 96.3 FM
- Porlamar: 105.1 FM
- Puerto Ordaz: 88.1 FM

Onda es el circuito radial oficial del equipo de béisbol Tiburones de la Guaira

### Circuito Play Top
Dedicado a la música Pop latino, Urbano y Tropical con programas deportivos y de entretenimiento. Tiene como eslogan "Super Hits + Deportes".
- Porlamar: 88.7 FM
- Puerto La Cruz: Omega 100.1 FM

## Críticas
La emisora y sus locutores han sido diversamente criticado por el gobierno venezolano de Hugo Chávez y Nicolás Maduro, a pesar de que el medio con los años ha tratado de mantener una línea editorial imparcial.